# Sulin (województwo wielkopolskie)
Sulin – wieś w Polsce położona w województwie wielkopolskim, w powiecie gnieźnieńskim, w gminie Kłecko.
W latach 1975–1998 miejscowość administracyjnie należała do województwa poznańskiego.

## Kalendarium dóbr sulińskich
- około 1440–1442

Barbara, wdowa po Mikołaju z Sulina kwituje majątek od Jana i Macieja synów Mikołaja Suli(n)skiego.
- 1462

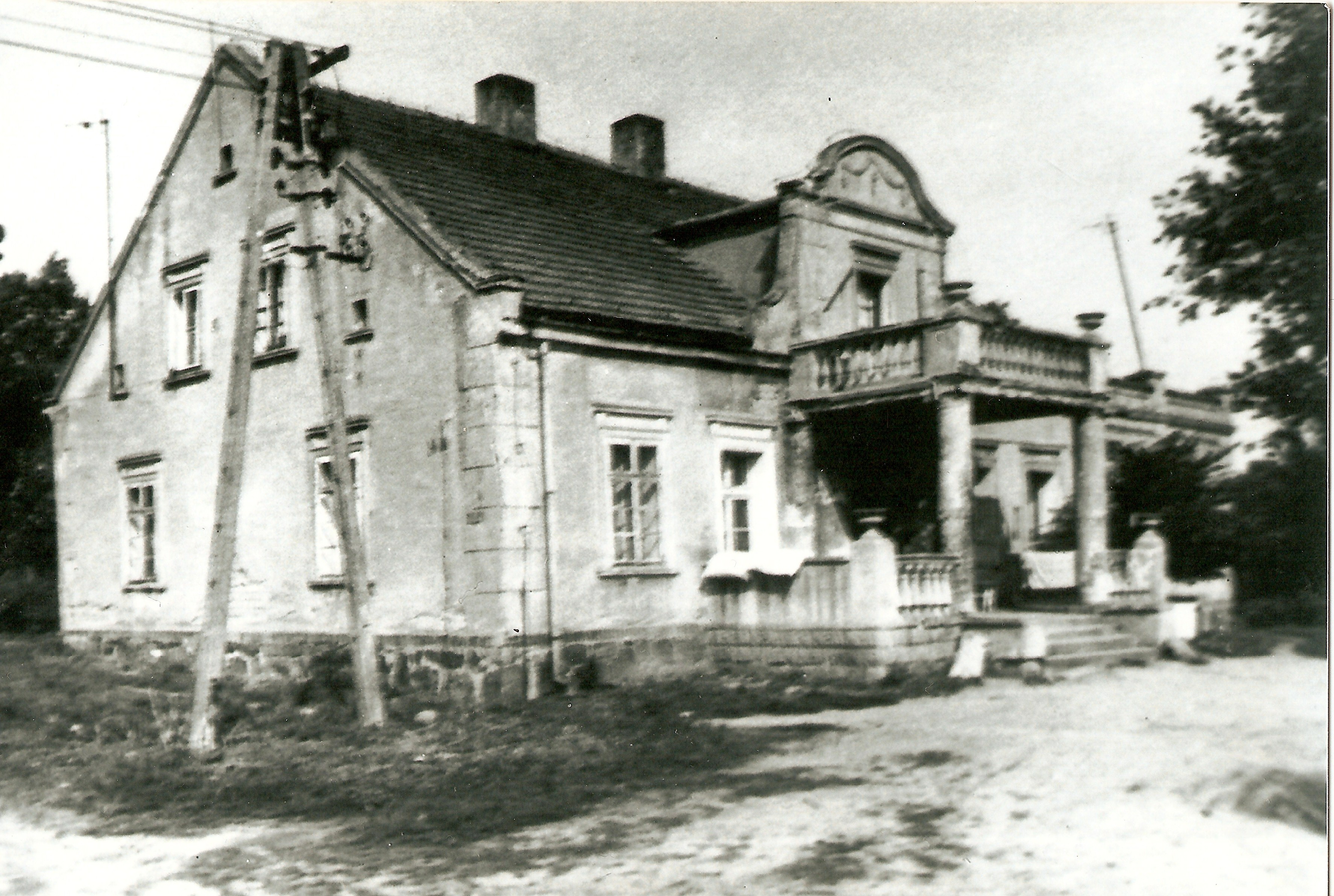
Dawny dwór w Sulinie rozebrany w latach 80. XX wieku

W opinii heraldyka Władysława Semkowicza wieś była gniazdem Sulimów w Wielkopolsce

Dziedzicami są Maciej i Mikołaj de Szulino (lub de Sulyno).
- 1471

Dziedzic Jan de Sulyno przekazuje majątek jednej ze swoich córek jako wiano.
- 1499

Bliżej nieznany proces Andrzeja, Macieja i Michała, dziedziców w Rzegnowie i Sulinie, braci rodzonych. Ręczy im za Stanisława Starasskiego Mikołaj Słupski.
- Na początku XVI wieku majątek w rękach rodu Mielenskich.
- 1525

Wymiana dóbr między szlachcicami Latalskimi a Mielenskimi.
- 1535

Katarzyna, wdowa po Piotrze Mielenskim wnosi sprawę w Gnieźnie przeciwko Wojciechowi Dzieczmiarowskiemu o wydanie poddanego zabranego z ich Sulina do jego Dziećmiarek.
- 1641

Dziedzicem Sulina i Dziećmiarek jest Piotr z Szczodrzykowa Gądkowski, dziesięć lat później majątek przechodzi na własność Władysława z Szczodrzykowa Gądkowskiego, miecznika kaliskiego.
- 1701

Paweł Branecki dzierżawi majątek (razem z wsią Dziećmiarki i Kamionek).
- 1711

Dziedzicem jest Paweł Branecki.
- 1731

Właścicielami Sulina jest ród Przybyszewskich - dziedzic Franciszek Przybyszewski.
- 1737

Przybyszewscy zobowiązali się zbyć majątek Kazimierzowi Bardzkiemu, dziedzicowi Bierzglina za 12 000 złp, ale do transakcji nie doszło.
- 1738

Franciszek Przybyszewski sprzedaje majątek synowi Józefowi.
- 1741

Do rodu Przybyszewskich wchodzi Konstancja Pierzchlińska, wnosi posag wartości 10 000 złp.
- 1745

Andrzej Zawadzki (syn Karola i Doroty z Wierzchaczewskich), dziedzic części we wsi Sulin odstępuje ją szlachcicowi Janowi Bazylemu Sulimie Salis.
- 1754

Nowym dziedzicem jest Adam Aleksander Rozbicki, który otrzymał doposażenie majątku (38 000 złp) jako posag swojej żony Ludwiki de Meyrbach od dziedzica dóbr Grymberg w Marchi Brandemburskiej, Jana Ernesta de Meyrbacha (w dokumentach spotyka się wersje Meybach, Myerbach, Myrsbach lub spolszczoną Misbachowscy).
- 1756

Żona dziedzica, Ludwika z Mysbachów, wydzierżawia Sulin w trzyletnim kontrakcie za kwotę 900 złp.
- 1757

Dochodzi do częściowego podziału Sulina, połowę dóbr nabywa Aleksander Przyłuski, który jednak cały majątek 10 października 1760 zbywa za cenę 6000 złp.
- 1761

Ludwika z Meysbachów, wdowa Adamie Rozbickim kwituje odbiór Sulina nowemu dziedzicowi Józefowi Goreckiemu.
- 1762

Dziedzicem jest Krzysztof Przyjemski, podkomorzy kaliski.
- 1770

Nowym dziedzicem jest Aleksander Przyłuski.
- 1785

Stanisław Modliński kwituje Adama Rozbickiego dziedzica Sulin.
- 1828

Józef Zawadzki jest dziedzicem Dziećmiarek, Imiołek, Stępowa i Sulina, posiada synów Michała i Ignacego.
- 1841

Michał Zawadzki jest dziedzicem Dziećmiarek, Stępowa, Sulina i Imiołek.
- 1880

Dobra sulińskie wraz z dworem i zespołem parkowym sprzedaje dziedzic Robert Jung. Nabywcą jest szlachcic z Galicji Ksawery Wojnak Tomkiewicz. Robert Jung sprzedał majątek za cenę 220 000 mk. (w I połowie XIX wieku Jungowie przybyli do Wielkopolski ze Śląska, w okolicy zamieszkiwali jeszcze w miejscowościach Pyszczynek (od 1893), Obora (od 1853) i Żydowo).
- 1907

Majątek Sulin sprzedał Bank Ziemski Stefanowi Karłowskiemu z Górki.
- 1947

Północna część wsi wraz z dworem, parkiem i folwarcznymi zabudowaniami przejęta przez Skarb Państwa.
- 1986

Rozebranie rezydencji dawnych dziedziców sulińskich, dewastacja architektury dworskiej, zniszczenie parku.
- 1998

Sulin włączony do Lednickiego Parku Krajobrazowego